# La Isla (Colunga)

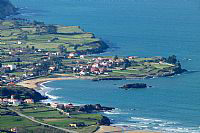
Playa de La Isla

La Isla es una parroquia del concejo asturiano de Colunga. Ocupa la ladera más nororiental del concejo, y tiene una extensión de 3,83 km² de terreno llano. Comprende únicamente el pueblo de La Isla, que tiene una población (INE, 2014) de 180 habitantes.

## Toponimia
Según García Arias, el topónimo tiene origen latino (INSULA, isla) tal y como se recoge en la donación del rey Ordoño II concedida a la iglesia de Oviedo el 8 de agosto del año 921:

[…] Monasterium Sanctę Marię de Tona quę 
uocatur Insula […]
[…] El Monasterio de Santa María de Tona que
se llama Isla […]
Liber Testamentorum Eclesiae Ouetensis
TESTAMENTVM ORDONII REGIS FILII REGIS ADEFONSI
REGIS ET XEMEN REGINE
29rA10-11

Antiguamente, parroquia y lugar eran conocidos como La Isla del Moral (La Isla'l Moral en asturiano, en desuso frente a únicamente La Isla)

## Patrimonio cultural
Dentro del catálogo urbanístico provisional (agosto de 2012) del municipio de Colunga, se recogen varios elementos arquitectónicos, etnográficos y arqueológicos situados en el término parroquial dentro de los tres niveles de protección:
- Protección integral:[4]
  - Patrimonio arquitectónico:
    - casa con torre, la capilla de Santo Domingo y el conjunto palacial, en Bueño;
    - la iglesia parroquial de Santa María y varias viviendas, en La Isla.

  - Patrimonio etnográfico:
    - doce horreos y paneras,[5] y
    - tres fuentes.

  - Patrimonio arqueológico:[6]
    - el castro, la lápida a Mitra, la villa romana, el castillo y la torre.

  - Patrimonio natural:[6]
    - seis grandes fincas.
- Protección parcial:[7]
  - Patrimonio arquitectónico:
    - tres viviendas en Bueño; y
    - nueve edificios en La Isla.
- Protección ambiental:[8]
  - Patrimonio arquitectónico:
    - una vivienda en Bueño; y
    - nueve edificios en La Isla.

  - Patrimonio etnográfico:
    - cinco hórreos y paneras.

### Lápida a Mitra
La conocida como «lápida a Mitra» es un ara votiva dedicada al dios romano Mitra. La primera mención conocida a la misma se encuentra en un manuscrito  de 1794 de Francisco de Paula Caveda y Solares que la sitúa en el pórtico de la iglesia parroquial. Allí permaneció hasta 1843, en que fue trasladada por José Isla para servir de dintel en su casa, donde fue encontrada por Braulio Vigón en 1880 y entregada a la Comisión Provincial de Monumentos Históricos Artísticos de la Provincia de Oviedo, actual Museo Arqueológico de Asturias. Forma parte de la exposición permanente del museo, inventariada con el número 01584.
La lápida, labrada en arenisca, tenía originalmente forma de prisma rectangular, que conserva en su parte superior. La inferior muestra pérdidas de material en ambos bordes. Sus medidas actuales son: 0,74 m de alto; 0,26 m de ancho en la parte superior y 0,15-0,19 m en la inferior; y un grosor de 0,14-0,15 m. Los recortes en las esquinas inferiores han ocasionado la pérdida de algunas letras, que tienen una altura entre 33 y 40 mm, salvo la M inferior, de 43 mm.
El estado de la pieza dificulta la lectura de la inscripción. Las transcipciones recogidas en el CIL II (2705 y 5728) son:
|      | N.º 2705 !! N.º 5728!! | N.º 2705 !! N.º 5728!! | N.º 2705 !! N.º 5728!!                                                                                            | |      |
|      | Caveda | Escandón | Quadrado | Vigil y Vigón |      |
| ---- | --- | --- | --- | --- | ---- |
| 5 10 | IT·IN CTO DEO AVSTOPO NIT LE///EN SPRONIO ARΛΛΛ·INVI CTO·DEO·AV STO.LEVEIV S.PONIT.PRE/// SEDENTE PA TRE MATRA VM LEONE M | ...NIT·IN VICTO·DEO AVSTO PO NITIE..IEN S..RONTO ARAM.INVI CTO.DEO.AV STO PLEVEN S·PONIT·PRE SEDENTE PA TREM PATRA TVM IEONE M | PONIT INV ICTO DEO AVSTO PO NIT BEVIES S PRONIO ARAM INVI CTO DEO AV STO PLEVEIV S PONIT·PRO SEDENTE PA TREM PATR | PONIT·IN VICTO·DEO· AVSTO·PO NIT·LEBIEN S·FRONTO ARAM·INVI CTO·DEO·AV STO·F·LEVEN S·PONIT·PRE SEDENTE·PA TREM·PATRA TVM.LEONE M | 5 10 |